# Philippe Dominati
Pour les articles homonymes, voir Dominati.
Philippe Dominati, né le 12 avril 1954, est un homme politique français. Figure de la droite parisienne, il est sénateur de Paris de 2004 à 2023.

## Biographie
Philippe Dominati est le fils de Jacques Dominati, personnalité de la droite libérale qui fut sénateur, ministre et premier adjoint du maire de Paris Jean Tiberi, et le frère aîné de l'ambassadeur Laurent Dominati.
Il fait son entrée en politique en 1989, année de sa première élection comme conseiller de Paris. Membre de l’UDF et du Parti républicain puis de Démocratie libérale, il rejoint le Centre national des indépendants et paysans (CNIP) en 2005.
Lors des élections sénatoriales de 2004, à la tête d'une liste divers droite, il est élu sénateur du Paris. En 2011, il est réélu, en deuxième position sur la liste de la majorité conduite par Chantal Jouanno. Il est président de la commission d'enquête sénatoriale 2011-2012 sur l'évasion des capitaux et des actifs hors de France et ses incidences fiscales. Lors des élections sénatoriales de 2017, il est à nouveau à la tête d'une liste divers droite qui obtient deux sièges, ce qui lui permet d’être élu pour un troisième mandat de parlementaire. Il devient dans la foulée vice-président de la commission des Finances du Sénat.
En décembre 2006, il est condamné à six mois de prison avec sursis et 2000 € d'amende dans l'affaire des faux électeurs du 3e arrondissement de Paris, mais n’est pas déclaré inéligible, ce qui lui permet de rester sénateur.
Il soutient Nicolas Sarkozy pour la primaire présidentielle des Républicains de 2016.
Pour l’élection présidentielle française de 2022, il apporte son parrainage d'élu à Gaspard Koenig.

## Détail des mandats et fonctions
- À partir de 1989 : conseiller d’arrondissement (élu dans le 8e)
- 1989-2001 : conseiller de Paris
- 1992-2004 : conseiller régional d’Île-de-France
- 1999-2003 : président du groupe Démocratie libérale au conseil régional d'Île-de-France
- Depuis 2004 : sénateur de Paris
- 2017-2020 : vice-président de la commission des Finances du Sénat

## Autres activités
Outre son mandat parlementaire, il est vice-président du conseil de surveillance de SR Téléperformance. Il est aussi administrateur chez Theolia. Ces deux postes lui rapportent alors 230 000 euros par an. Ces deux entreprises "ont un excellent défenseur dans la Haute Assemblée" commente "Le Point" . Le syndicat SUD, majoritaire à Teleperformance, a révélé dans une publication syndicale que Philippe Dominati était qualifié d'éminence grise politique au sein de la société, favorisant les affaires de la société. Le SIG (service d'information du gouvernement) choisi d'ailleurs régulièrement Teleperformance comme partenaire, notamment pour la mise en place d'un numéro vert lié à la crise sanitaire du covid19,
En 2010, le sénateur a été accusé de conflit d’intérêts par Mediapart à la suite de son dépôt d’un amendement favorable au client d’une entreprise privée qui le rémunère. 